# Dr. Hond
Dr. Hond (originele titel: Dr. Dog) is een Duits-Franse tekenfilmserie die tussen 2002 en 2004 geproduceerd  en uitgezonden werd. Het verhaal is gebaseerd op het gelijknamige boek van Babette Cole. De serie werd in Nederland uitgezonden van 9 september 2006 tot 30 mei 2007 door de VPRO.

## Verhaal
Dr. Hond is een getalenteerde en hardwerkende dokter en een hoog aangeschreven medische hond en het huisdier van de familie Forunkel. Omdat hij de enige is die overzicht houdt over zijn chaotische familie, is het moeilijk voor hem om te ontspannen en zijn aard als hond na te jagen. In plaats van een dutje te doen in zijn mand of in alle rust zijn eigen vlooien te tellen voert hij zijn medische taken uit, bezoekt hij patiënten en maakt hij tv-optredens en probeert hij dit alles met zijn gezin onder de hond te krijgen. Daarnaast is zijn menselijke collega Dr. Greul jaloers op zijn populariteit en maakte het leven voor hem moeilijker.

## Productie
De serie is een Frans-Duitse samenwerking en werd tussen 2002 en 2004 geproduceerd. De serie werd geregisseerd door Hoël Caouissin en Serge Elissalde en het scenario werd geschreven door Kate Barris. De eerste Duitse uitzending werd uitgezonden op 23 oktober 2006 op KiKA. Verdere uitzendingen vonden ook plaats op ORF 1 en SRF zwei.

## Afleveringen
| Aflevering | Nederlandse titel | Originele titel                      |
| ---------- | ----------------- | ------------------------------------ |
| 1          |                   | Was für eine Familie                 |
| 2          |                   | Violettitis                          |
| 3          |                   | Seifenblasen-Schluckauf              |
| 4          |                   | Die Giftwolke                        |
| 5          |                   | Heimweh                              |
| 6          |                   | Unschuldig verurteilt                |
| 7          |                   | Die Stimme des Gewissens             |
| 8          |                   | Vorübergehend unsichtbar             |
| 9          |                   | Der Robohund                         |
| 10         |                   | Forunkels auf Sendung                |
| 11         |                   | Zurück in die Steinzeit              |
| 12         |                   | Die Springseuche                     |
| 13         |                   | Das Süßigkeiten-Monster              |
| 14         |                   | Die Kichersuse                       |
| 15         |                   | Joe, der Boxer                       |
| 16         |                   | Blumenkohl-Allergie                  |
| 17         |                   | Gefräßig und wild                    |
| 18         |                   | Eine feine Gesellschaft              |
| 19         |                   | Bandagen                             |
| 20         |                   | Hypnose                              |
| 21         |                   | Der ägyptische Käfer                 |
| 22         |                   | Das transsilvanische Meerschweinchen |
| 23         |                   | Die Tsetse-Fliege                    |
| 24         |                   | Alte Feinde                          |
| 25         |                   | Stimmprobleme                        |
| 26         |                   | Das Jugendelixier                    |
| 27         |                   | Gefährliches Katzenfutter            |
| 28         |                   | Alle meine Schäfchen                 |
| 29         |                   | Federgewicht                         |
| 30         |                   | Die Riesenmilbe                      |
| 31         |                   | Jack und Mack                        |
| 32         |                   | Computerwahn                         |
| 33         |                   | Gespensteralarm                      |
| 34         |                   | Feenstaub                            |
| 35         |                   | Angst vor Dr. Hund                   |
| 36         |                   | Der vierblättrige Kaktus             |
| 37         |                   | Der Geist im Dudelsack               |
| 38         |                   | Wie ein Uhrwerk                      |
| 39         |                   | Hirnmassage                          |
| 40         |                   | Gefährliche Eiskrem                  |
| 41         |                   | Angriff der schwarzen Lotusblume     |
| 42         |                   | Echsenküsse                          |
| 43         |                   | Sprechendes Gemüse                   |
| 44         |                   | Die perfekte Hausfrau                |
| 45         |                   | Gummi-Wunder                         |
| 46         |                   | Gedächtnislücken                     |
| 47         |                   | Der Experte                          |
| 48         |                   | Baby ist weg                         |
| 49         |                   | Die Wunderkappe                      |
| 50         |                   | Nachbarschaftstag                    |
| 51         |                   | Der Zauberer und sein Papagei        |
| 52         |                   | Der falsche Medizinmann              |